# Anastrophyllum assimile
Anastrophyllum assimile är en bladmossart som först beskrevs av William Mitten, och fick sitt nu gällande namn av Franz Stephani. Anastrophyllum assimile ingår i släktet trappmossor, och familjen Anastrophyllaceae. Inga underarter finns listade i Catalogue of Life.